# Эшелонирование войск
Эшелони́рование войск (эшело́н — фр. échelon) — рассредоточение или расчленение войсковых формирований на определённо необходимой дистанции в глубину (друг за другом) и уступами (вправо, влево) при передвижении, расположении на месте (или биваке), а также при наступлении (или атаке) на противника.

## Принципы эшелонирования
До начала XX века при передвижении войск главной колонне на определённой дистанции предшествовал авангард (до Петровских реформ ― ертаул), а замыкал колонну арьергард, прикрывая тыл. В зависимости от обстоятельств и цели операции на дальнем расстоянии от основной колонны вперёд высылалась лёгкая кавалерия (передовая или головная охрана, в древней Руси ― сторо́жа) для предупреждения внезапного столкновения с противником. В зависимости от рельефа местности также высылалась кавалерия и для охраны флангов.
С началом XX века эшелонирование обеспечивает значительную скрытность и минимизирует разовые потери от действий вражеской артиллерии, авиации и ударов ядерного оружия.
Эшелонирование во время обороны предусматривает расчленение оборонительных позиций вглубь. Определяется главная линия (или полоса) обороны, на которой лежит задача принятия на себя главного удара атакующих. В зависимости от конкретной обстановки и условий на месте ею может быть как первая, так и вторая линия обороны. Целью расположения оборонительных линий на определённом расстоянии друг от друга является воспрепятствование развёртыванию сил противника в глубине обороны. Эшелонирование обороны вынуждает атакующего противника после прорыва каждой линии перегруппировываться, а обороняющимся своевременно использовать вторые линии (или резервы) для контратаки.
Во время сражений армия (войско) делится на несколько эшелонов и резервов как в глубину, так и уступами. Это позволяет своевременно усиливать наиболее опасные участки. Количество и состав эшелонов зависят от обстановки и характера поставленных задач.
Эшелонирование предусматривается и в авиации. Оно происходит одновременно по глубине и высоте самолётов и целых авиационных подразделений, обеспечивая тем самым наибольшую безопасность полёта и манёвренность. Эшелонирование действий авиации также предусматривает нанесение ею последовательных авиаударов по одной или нескольким целям в неравный интервал времени с различных высот и направлений.